# Chesterfield (Massachusetts)
Chesterfield è un comune degli Stati Uniti d'America facente parte della contea di Hampshire nello stato del Massachusetts.